# Picazuroduif
De picazuroduif (Patagioenas picazuro) is een vogel uit de familie Columbidae (duiven).

## Verspreiding en leefgebied
Deze soort komt voor in zuidoostelijk Zuid-Amerika en telt twee ondersoorten:
- P. p. marginalis: noordoostelijk Brazilië.
- P. p. picazuro: van oostelijk en zuidelijk Brazilië en Bolivia tot het zuidelijke deel van Centraal-Argentinië.